# La Coma de Nabiners
La Coma de Nabiners – miejscowość w Hiszpanii, w Katalonii, w prowincji Lleida, w comarce Alt Urgell, w gminie Ribera d’Urgellet.
Według danych INE w 2020 roku liczyła 3 mieszkańców – 2 mężczyzn i 1 kobietę. 